# Benoît Minville
Pour les articles homonymes, voir Minville.
Œuvres principales
- Rural noir
- Les Belles Vies

Benoît Minville, né le 28 septembre 1978 à Paris et vivant à Sartrouville (Yvelines), est un libraire et écrivain de roman jeunesse et de roman policier.

## Biographie
C'est sa mère qui a transmis à Benoît Minville le goût de la librairie : elle vendait des livres principalement aux institutions, avec un comptoir de vente aux particuliers. Après ses études secondaires, il prend le même chemin, d'abord en librairie traditionnelle pendant deux ans, puis à la FNAC, en premier lieu à Cergy, ensuite à La Défense où il s'occupe du polar et des romans ados. 
En 2013, il publie son premier roman jeunesse, Je suis sa fille aux Éditions Sarbacane, dans lequel il exprime l'amour d'un père pour sa fille – et réciproquement - l'importance de la transmission, la confusion des sentiments adolescents.  
Après deux autres romans jeunesse, la Série noire lui ouvre en 2016 les portes du roman noir adultes. Si Rural noir oscille toujours entre souvenirs de jeunesse, tendres ou douloureux, ce roman s'inscrit dans le cadre du récent courant du roman noir francophone qui se « met au vert » avec des auteurs tels que : Nicolas Mathieu, Sandrine Collette, Franck Bouysse, Patrick Delperdange... L'intrigue se déroule dans la Nièvre. Selon le magazine Lire, avec ce roman, « Benoît Minville réussit une greffe magistrale entre le polar de terroir à la Pierre Pelot et son équivalent « redneck » américain. »
Son roman jeunesse Les Belles Vies est publié en 2016. Pour Michel Abescat, dans son avis critique de Télérama : « Ce qui frappe, c’est le son du livre. Sa justesse, sa pulsation, l’émotion qu’il dégage. » Le roman se passe dans une ferme, à nouveau dans la Nièvre, avec « deux ados turbulents que leurs parents ont confiés à une travailleuse sociale de la Ddass et à son mari, éleveur à la retraite. »
En 2018, le premier opus de sa série de romans jeunesse Héros est publié aux éditions Sarbacane. Toujours selon le journaliste de Télérama, dans le Livre 1 Le Réveil, l'auteur « joue des références à la culture des 80's et à Lovecraft avec un talent espiègle. ». Le Livre 2, Générations, qui se déroule six mois plus tard, est publié en 2019.

## Œuvres

### Romans
- Je suis sa fille, Sarbacane, 2013
- Victor Tombe-Dedans chez Les trois mousquetaires, Sarbacane, 2014
- Les Géants, Sarbacane, 2014
- Rural noir, Gallimard, 2016Réédition, Gallimard, coll. « Folio policier », no 827, 2017
- Les Belles Vies, Sarbacane, 2016
- Mauvaises Graines, Sarbacane, 2021
- Série Héros, Sarbacane, 2018

1. Livre 1 : Le Réveil, 2018
2. Livre 2 : Générations, 2019